# Episcopia Reformată de pe lângă Piatra Craiului
Eparhia Reformată de pe lângă Piatra Craiului (în maghiară Királyhágómelléki Református Egyházkerület), cu sediul în Oradea, este una din cele două diviziuni administrative ale Bisericii Reformate din România. Din 2022 și până în prezent episcop reformat de Oradea este Szabolcs János Bogdán.

## Istorie
După semnarea Tratatului de la Trianon a fost evident faptul că vechea structură bisericească reformată nu poate fi menținută, deoarece noua frontieră între Ungaria și România a împărțit Eparhia Reformată de la Debrețin în două părți. Astfel, în 16 august 1921 a fost fondată o nouă eparhie reformată pentru cele 183 de parohii din zona Crișanei și Banatului. István Sulyok a fost primul episcop reformat de pe lângă Piatra Craiului, ocupând funcția între 1921-1944. Guvernul României l-a recunoscut pe István Sulyok ca episcop de-abia în anul 1940.
După 1948 eparhia și-a pierdut cea mai mare parte a proprietăților, iar școlile și liceele reformate au fost desființate.
O parte din preoții Episcopiei Reformate de Piatra Craiului, în frunte cu László Tőkés,  au jucat un rol important în declanșarea revoluției din 1989 prin comportamentul lor de nesupunere civică. 

## Episcopi

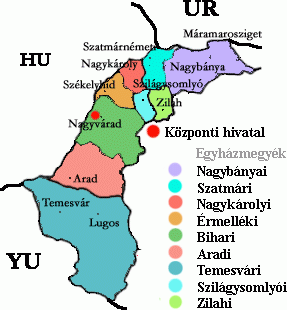
Protopopiatele din eparhie

- István Sulyok
- Béla Csernák
- Arday Aladár
- László Papp
- László Tőkés
- István Csűry
- Szabolcs János Bogdán

## Protopopiate
- Protopopiatul Reformat Arad
- Protopopiatul Reformat Baia Mare
- Protopopiatul Reformat Oradea
- Protopopiatul Reformat Carei
- Protopopiatul Reformat Eriului (Ținutul Ierului)
- Protopopiatul Reformat Satu Mare
- Protopopiatul Reformat Șimleu Silvaniei
- Protopopiatul Reformat Timișoara
- Protopopiatul Reformat Zalău